# Favored Nations
Favored Nations est un label discographique américain, basé à Encino, Californie.

## Histoire
Le label est fondé en 2000 par le guitariste Steve Vai et Ray Scherr, ancien propriétaire Guitar Center. Le label est spécialisé dans la guitare et a notamment édité Steve Vai, Andy Timmons, Frank Gambale, Eric Johnson, Mattias Eklundh, etc.
Le premier album publié par le label est Coming to Your Senses du guitariste Frank Gambale en 2000. Peu après, de nombreux artistes sont été signés[pas clair], tels que Johnny A., Larry Carlton, Peppino D'Agostino, Marty Friedman, Johnny Hiland, Allan Holdsworth, Eric Johnson, Stanley Jordan, Steve Lukather, Novecento, John Petrucci, Eric Sardinas, Neal Schon, Andy Timmons, Dave Weiner, The Yardbirds, et Dweezil Zappa.
Favored Nations est suivi par la création de sous-labels, Favored Nations Acoustic en 2002 et Favored Nations Cool en 2004 (label de nu jazz). Pro-Found est un label apparenté qui assure la promotion des artistes de Favored Nations par le biais des sites web de Favored Nations et de ProFound.
En 2017, Steve Vai s'unit au nom de Favored Nations Records à Mascot Records.